# National Treasures - The Complete Singles
National Treasures - The Complete Singles è un album di raccolta del gruppo musicale gallese Manic Street Preachers, pubblicato nel 2011.

## Tracce

### Disco 1
1. Motown Junk – 3:58
2. Stay Beautiful – 3:10
3. Love's Sweet Exile (single version) – 3:05
4. You Love Us – 4:17
5. Slash 'n' Burn – 3:58
6. Motorcycle Emptiness – 6:06
7. Theme from M.A.S.H. (Suicide Is Painless) – 3:42
8. Little Baby Nothing (edit) – 4:40
9. From Despair to Where – 3:37
10. La Tristesse Durera (Scream to a Sigh) – 4:14
11. Roses in the Hospital – 5:02
12. Life Becoming a Landslide – 4:14
13. Faster – 3:55
14. Revol – 3:04
15. She Is Suffering – 4:44
16. A Design for Life – 4:20
17. Everything Must Go – 3:41
18. Kevin Carter – 3:25
19. Australia – 4:04

### Disco 2
1. If You Tolerate This Your Children Will Be Next – 4:51
2. The Everlasting – 6:07
3. You Stole the Sun from My Heart – 4:22
4. Tsunami – 3:49
5. The Masses Against the Classes – 3:23
6. So Why So Sad – 4:02
7. Found That Soul – 3:07
8. Ocean Spray – 4:13
9. Let Robeson Sing – 3:46
10. There by the Grace of God – 3:48
11. The Love of Richard Nixon – 3:39
12. Empty Souls – 4:05
13. Your Love Alone Is Not Enough – 3:55
14. Autumnsong – 3:41
15. Indian Summer – 3:55
16. (It's Not War) Just the End of Love – 3:28
17. Some Kind of Nothingness – 3:48
18. Postcards from a Young Man – 3:35
19. This Is the Day (The The cover) – 3:38

Traccia Bonus Edizione Giapponese
1. Rock 'n' Roll Genius – 2:40